# Río San Juan (Peru)
Der Río San Juan (im Oberlauf auch Río Tantara) ist ein etwa 140 km langer Zufluss des Pazifischen Ozeans im Südwesten von Peru in den Provinzen Castrovirreyna und Chincha.

## Flusslauf
Der Río San Juan entsteht in der peruanischen Westkordillere im Distrikt Aurahuá auf einer Höhe von etwa 3900 m am Zusammenfluss von Río Palmadera (links) und Río Huichinga (rechts). Am Río Huichinga befindet sich an der Laguna Huichinga ein Staudamm. Der Río San Juan fließt anfangs in westsüdwestlicher Richtung, später wendet er sich nach Süden. Die Orte Aurahuá, Chupamarca, Tantara und San Juan liegen am Oberlauf. Bei Flusskilometer 77 trifft der Río Huachos linksseitig auf den Río San Juan. Dieser wendet sich im Anschluss in Richtung Südwest, später nach Westen. Er schneidet sich tief in das Gebirge.
Der Río San Juan durchbricht schließlich die letzte Gebirgskette der Westkordillere und erreicht die Küstenebene. Er spaltet sich auf einer Höhe von 326 m in einen nördlichen Arm, den Río Chico, und in einen südlichen Arm, den Río Matagente, auf (⊙). 
Der Río Chico verläuft in westlicher Richtung, fließt südlich an der Stadt Chincha Alta vorbei und mündet nach 24 Kilometern bei Tambo de Mora ins Meer (⊙).
Der Río Matagente fließt in westsüdwestlicher Richtung durch die Küstenebene und erreicht nach 25,5 km die Küste (⊙). Von den beiden Mündungsarmen zweigen mehrere Bewässerungskanäle ab. Beide Flussmündungen weisen eine Sandbank auf, die wohl nur bei sehr starker Wasserführung überschwemmt wird.

## Einzugsgebiet und Hydrologie
Das Einzugsgebiet des Río San Juan umfasst eine Fläche von ca. 3300 km². Weiter nördlich fließen die Flüsse Quebrada Topara und Río Cañete zum Pazifik, weiter südlich der Río Pisco. Der mittlere Abfluss beträgt 18 m³/s. Während der Regensaison von Januar bis April führt der Fluss die meiste Wassermenge im Jahr.